# 있을 수 있는 세계 중 최상의 세계
있을 수 있는 세계 중 최상의 세계 ( Best of all possible worlds )는 독일 철학자인 고트프리트 빌헬름 라이프니츠가 그의 저서 신정론 (책)에서 사용한 표현이다. 그는 실제 세상이 신이 창조한 세계 중 가장 최상의 것이며, 그것만이 악의 문제를 풀 수 있다고 주장하였다.

## 신학
라이프니쯔는 기독교의 신은 완전히 선하며, 모든 것을 알고, 가장 능력이 많게 존재한다는 가정하에 악의 문제를 논하였다.

## 같이 보기
- 신의 단순성
- 미세조정 우주
- 공정한 세상 가설